# Nemesia simoni
Espèce
Nemesia simoni est une espèce d'araignées mygalomorphes de la famille des Nemesiidae.

## Distribution
Cette espèce se rencontre en France et en Espagne.

## Description
Les mâles mesurent de 10 à 15 mm et les femelles de 15 à 25 mm.

## Étymologie
Cette espèce est nommée en l'honneur d'Eugène Simon.

## Publication originale
- Moggridge, 1874 : Supplement to Harvesting ants and trap-door spiders. Londres, p. 157-304 (texte intégral).